# Søren Malling
Søren Dyrberg Malling (Kjellerup, 3 februari 1964) is een Deense acteur.

## Levensloop
Malling groeide op in Kjellerup. Hij bezocht van 1988 tot 1992 de toneelschool in Odense. Hij is bekend om zijn rol als inspecteur Jan Meyer in de Deense tv-serie Forbrydelsen (The Killing, seizoen I). Ook speelde hij tv-journalist Torben Friis in alle vier seizoenen van de politieke tv-serie Borgen. Hij had de hoofdrol van recherchechef Jens Møller in de zesdelige serie Efterforskningen (The Investigation) over het onderzoek naar de dood van Kim Wall.
Hij is getrouwd met actrice Petrine Agger. Zij had een klein rolletje als zijn vrouw Hanne in Forbrydelsen.

## Filmografie

### Speelfilms
- Når mor kommer hjem (1998)
- Mifunes sidste sang (1999)
- Polle Fiction (2002)
- Charlie Butterfly (2002)
- Anklaget (2005)
- Rene hjerter (2006)
- Anja og Viktor - Brændende kærlighed (2007)
- De unge år: Erik Nietzsche sagaen Part 1 (2007)
- Blå mænd (2008)
- Den du frygter (2008)
- Vølvens forbandelse (2009)
- Sorte Kugler (2009)
- Winnie & Karina - The Movie (2009)
- Storm (2009)
- Julefrokosten (2009)
- Alting bliver godt igen (2010)
- Kapringen (2012)
- En kongelig affære (2012)
- Mænd og Høns (2015)
- Krigen (2015)
- Gud taler ud (2017)
- Dræberne fra Nibe (2017)
- Den bedste mand	(2017)
- Redbad (2018)
- De frivillige (2019)
- The Vanishing (2018)
- Domino (2019) – Lars Hansen
- Gooseboy (2019)
- Margrete den Første (2021)
- Bastarden (The Promised Land) (2023)

### Televisieseries
- Bryggeren, episode 12 (1997)
- Taxa, episode 31 (1998)
- Rejseholdet, episode 6 (2000)
- Hotellet, episode 17 (2000)
- Skjulte spor, episode 12-16, 18, 21-24 (2001]
- Nikolaj og Julie, episode 14 (2003)
- Forsvar, episode 4 (2003)
- Er du skidt, skat?, episode 1 (2003)
- Fjernsyn for voksne, episode 2 (2004)
- Ørnen: En krimi-odyssé, episode 9 (2005)
- Teatret ved Ringvejen (2006)
- Forbrydelsen I (2007)
- Deroute (2008)
- Blekingegade (2009)
- Borgen (2010-2022)
- Wallander, afl. 3.02: Hundene i Riga (The Dogs of Riga) (2012)
- Europamestrene (2013)
- 1864 (2014)
- Dicte (2016)
- Below The Surface (2019)
- Efterforskningen (The Investigation) (2020)
- Granite Harbour, seizoen 2 (2024)

### Animatie
- Æblet & Ormen (2009)